# Еванс (езеро)
Езеро Еванс (на френски: Lac Evans) е 12-о по големина езеро в провинция Квебек. Площта му, заедно с островите в него е 547 км2, която му отрежда 82-ро място сред езерата на Канада. Площта само на водното огледало без островите е 475 км2. Надморската височина на водата е 232 м.
Езерото се намира в западната част на провинцията, на около 130 км югоизточно от бреговете на залива Джеймс (южната част на Хъдсъновия залив). Максимална дълбочина – 13 м. Обем – 2,43 км3. Водосборен басейн – 10 хил. км2. Езерото Еванс има силно разчленена брегова линия с дължина 433 км, с множество ръкави, заливи, полуострови и острови (площ 72 км2). В северната част на езерото се намира големият остров Кирк, разположен западно от полуостров Лонг Пойнт, който дели езерото на две неравни части. В югоизточната част на езерото се влива река Бродбак, която изтича от него от северния му ъгъл се влива в залива Рупърт, югоизточната част на залива Джеймс (южната част на Хъдсъновия залив). Годишното колебание на водната повърхност е 1,4 м, а ледената покривка се задържа от ноември до май.